# ويزلي مارشال
ويزلي مارشال (4 يناير 1994 في جنوب أفريقيا - ) (بالإنجليزية: Wesley Marshall)‏ هو لاعب كريكت جنوب أفريقي.

## وصلات خارجية
- ويزلي مارشال على موقع إي آس بي آن كريك إنفو (الإنجليزية)